# Kalawit
Kalawit (Bayan ng Kalawit) är en kommun i Filippinerna. Kommunen ligger på ön Mindanao, och tillhör provinsen Zamboanga del Norte. Folkmängden uppgår till 19 550 invånare.
Kalawit är indelat i 18 barangayer.